# Radeau lipidique
Pour les articles homonymes, voir Radeau (homonymie).

Schéma des structures composant les radeaux lipidiques : 1. Membrane cellulaire sans radeau lipidique 2. Radeau lipidique 3. Radeau lipidique associé à des protéines transmembranaires 4. Protéines transmembranaires 5. Modification post-traductionnelle glycosylation (glycoprotéines et glycolipides), 6. GPI-anchored protein 7. Cholestérol 8. Glycolipide.

Un radeau lipidique (en anglais, lipid raft) ou raft lipidique est un microdomaine de la membrane plasmique, riche en cholestérol, en sphingolipides et en DHA (Acide DocosaHexaénoïque). Il se caractérise par sa faible densité (flottabilité sur un gradient de densité) et son insolubilité dans des détergents doux, d'où l'autre nom technique parfois utilisé : detergent-resistant membrane.
Ce sont des structures rigides dans la membrane et constituent des zones privilégiées pour l'activité de certaines protéines qui y sont intégrées. Ainsi, les protéines du complexe SNARE, indispensable à la fusion des membranes dans l'exocytose, sont associées au cholestérol.
Les radeaux lipidiques forment ainsi des sites privilégiés pour la libération des neurotransmetteurs et donc pour la propagation de l'influx nerveux. Ils ont un rôle essentiel dans la signalisation cellulaire en permettant la concentration des protéines et notamment des récepteurs comme celui de l'insuline.
Les radeaux lipidiques mesurent environ 70 nm, ils représentent entre 10 % et 30 % de la surface membranaire. Certaines protéines membranaires s'accumulent : on a une composition particulière des protéines. Enfin, les mouvements des deux feuillets ne sont plus indépendants au niveau des radeaux lipidiques car les chaînes de sphingolipides sont très longues.
Ils sont formés dans l'appareil de Golgi et suivent le flux vectoriel permanent et sont donc emmenés à la membrane plasmique via les endosomes. 

## Propriétés des radeaux lipidiques
Une différence clé entre les radeaux lipidiques et la membrane plasmique de laquelle ils dérivent, est la composition lipidique. La recherche a montré que les radeaux lipidiques contiennent généralement 3 à 5 fois la quantité de cholestérol trouvée dans la bicouche lipidique environnante. Aussi, les rafts sont enrichis en sphingolipides comme la sphingomyéline, qui est typiquement supérieure de 50 % par rapport à la membrane plasmique. Pour compenser les niveaux de sphingolipides, les niveaux de phosphatylcholine sont réduits ce qui résulte en des niveaux similaires en protéines contenant des cholines entre le radeau et la membrane environnante. 
Le cholestérol interagit préférentiellement avec les sphingolipides dû à leur structure et à la saturation des chaînes d'hydrocarbones. Bien que tous les phospholipides du raft ne soient pas entièrement saturés, les chaînes hydrophobiques des lipides contenus dans le raft sont plus saturées et jointes de façon plus serrées que la membrane environnante. Le cholestérol joue le rôle d'une « colle » dynamique qui structure le raft. Dû à la nature rigide du groupe stérol, le cholestérol se morcelle préférentiellement dans les radeaux lipidiques où les chaînes acyl des lipides ont tendance à être plus rigides et dans un état moins fluide. 
Une propriété importante des membranes lipidiques est leur nature amphiphile ; or le cholestérol a la capacité de se placer entre les lipides, servant d'écarteur pour les molécules et remplissant les éventuels espaces entre les sphingolipides associés. 